# Karoline Stahl
Karoline Stahl (geb. Dumpf; * 4. November 1776 auf Gut Ohlenhof, Gouvernement Livland; † 1. April 1837 in Dorpat, Gouvernement Livland) war eine deutschbaltische Schriftstellerin, Pädagogin und Erzählforscherin.

## Leben
Karoline Stahl wurde als Tochter des Landgerichtssekretärs Dumpf in Livland geboren. In Russland und Dorpat war sie als Erzieherin tätig und arbeitete von 1808 bis 1820 unter anderem in Weimar und Nürnberg als Erzieherin. Im Jahr 1816 veröffentlichte sie ihr erstes Werk Fabeln, Mährchen und Erzählungen für Kinder, die hauptsächlich moralisch-erzieherischen Charakter haben. Enthalten ist auch das Märchen vom Däumling und mit „Der undankbare Zwerg“ auch ein Werk, welches Wilhelm Grimm später neu bearbeitete und das heute als „Schneeweißchen und Rosenrot“ eines der bekanntesten deutschen Märchen ist.
Nach Ende ihrer Tätigkeit in Deutschland ging Karoline Stahl nach Dorpat und wurde in den folgenden Jahren als Erzieherin unter anderem in Belarus tätig. Sie kehrte 1828 nach Deutschland zurück und arbeitete hier bis 1832 als Erzieherin.
Karoline Stahl war eine sehr produktive und viel gelesene Jugendschriftstellerin, die auch Erzählungen veröffentlichte. Kleinere Erzählungen und Gedichte erschienen zwischen 1818 und 1820 in der Abendzeitung, im Morgenblatt und in Friedrich Wilhelm Gubitz’ Zeitschrift Der Gesellschafter.

## Werke
- Fabeln, Mährchen und Erzählungen für Kinder. 2. Auflage: Tampe, Nürnberg 1821. Neuausgabe Hofenberg, Berlin 2022, ISBN 978-3-7437-4442-4.
- Kleine Romane. 2 Teile, Verlag Reclam, Leipzig, 1819.
- Romantische Dichtungen. Nürnberg, 1819 (2. Aufl. Nürnberg 1834 online – Internet Archive)
- Erzählungen. Wien, 1820 UB Tartu.
- Die Familie Müller: Ein Buch für die Jugend; mit Kupfern. Verlag Campe, Nürnberg, 1821.
- Moralische Erzählungen, Schauspiele und Reisebeschreibungen für die Jugend. Hartmann, Riga, 1822.
- Scherz und Ernst, ein Lesebuch für die Jugend. Riga, 1823.
- Alwinens Abendstunden. Riga, 1823.[3]
- Mährchen. Riga, 1824.[3]
- Woldemar. Campe, Nürnberg 1830.
- Rosalinde, oder die Wege des Schicksals. 1833.[3]